# Сенегал на летних Олимпийских играх 1988
Сенегал принимал участие в Летних Олимпийских играх 1988 года в Сеуле (Республика Корея) в седьмой раз за свою историю, и завоевал одну серебряную медаль. Сборную страны представляла 1 женщина. Это первая олимпийская медаль сборной Сенегала.

## Серебро
- Лёгкая атлетика, мужчины, 400 метров с барьерами — Амаду Диа Ба.